# Chōraku-ji
Le Chōraku-ji (長楽寺) est un temple du bouddhisme Shingon où est vénéré Kannon Bosatsu et situé à Shimoda, préfecture de Shizuoka au Japon. Il est connu pour être le lieu de la signature du traité de Shimoda en 1855 qui établit officiellement des relations diplomatiques entre le Japon Bakumatsu et l'empire russe.

## Histoire
Le Chōraku-ji est fondé en 1555, mais une grande partie de son histoire ultérieure est incertaine.  
Le temple est réquisitionné par le shogunat Tokugawa pour être utilisé comme salle de conférence au cours des négociations en vue de mettre fin à la politique d'isolement nationale du Japon. La délégation russe sous le commandement de Ievfimy Poutiatine, est piégée dans Shimoda à la fin de 1854 lorsqu'un tsunami causé par les grands séismes de l'ère Ansei détruit sa flotte. Tandis qu'un nouveau navire est en construction dans la proche ville d'Heda, les négociations se dirigent vers un traité, et le 7 février 1855, le traité russo-japonais d'amitié est signé à Chōraku-ji par Putiatin comme ambassadeur de la Russie impériale et le représentant japonais Kawaji Toshiakira. Le traité comprend un accord commercial qui ouvre trois ports japonais (Hakodate, Nagasaki, et Shimoda) à la Russie, un de plus que ce qui a été ouvert aux Américains. En outre, le traité définit également partiellement les frontières du nord du Japon dans les îles Kouriles et la frontière russo-japonaise est établie entre Etorofu et Ouroup.

## Sources
- Statler, Oliver. Shimoda Story. Tuttle International (1971).
- Van Zandt, Howard F. Pioneer American Merchants in Japan. Lotus Press (1981).